# Los pavos (Monet)
Los pavos es un cuadro de Claude Monet pintado en 1877; Se conserva en el Museo de Orsay. 

## Historia
El lienzo forma parte de un conjunto monumental de cuatro grandes cuadros pintados en 1876-1877 por Monet durante su estancia en Montgeron y Yerres, por invitación de Ernest Hoschedé, amigo y gran mecenas del artista, entonces todavía poco conocido.   Se le encargó especialmente que decorara el gran salón circular de su château de Rottembourg.  Sin embargo, quebró y tuvo que revender sus bienes inmuebles y los cuadros al año siguiente,  sin siquiera verlos instalados en la mansión.
También fue durante esta estancia que Monet conoció a su esposa Alice. Monet y ella se casaron tras la muerte de Ernest y de Camille Doncieux,  esposa de Monet.

## Composición
El cuadro está pintado desde el fondo del parque del château de Rottembourg, propiedad de Ernest Hoschedé.  Se ve el amplio césped del parque, animado por algunos pavos blancos, uno de los cuales abajo tiene solo la cabeza y cuello dentro del encuadre. La composición la cierran las arboledas que bordean el césped, y al fondo la fachada del palacete.
Con la ejecución de los cuatro grandes cuadros decorativos, Monet realizó por primera vez una antigua idea de diseñar "Grandes Decoraciones", que finalmente acabó realizando años más tarde, no sin dificultades, con Los Nenúfares, su obra principal instalada en una sala oval dedicada en el Museo de la Orangerie, pocos meses después de su muerte.  

## Los otros tres cuadros de Monet para el salón del château de Rottembourg en Montgeron

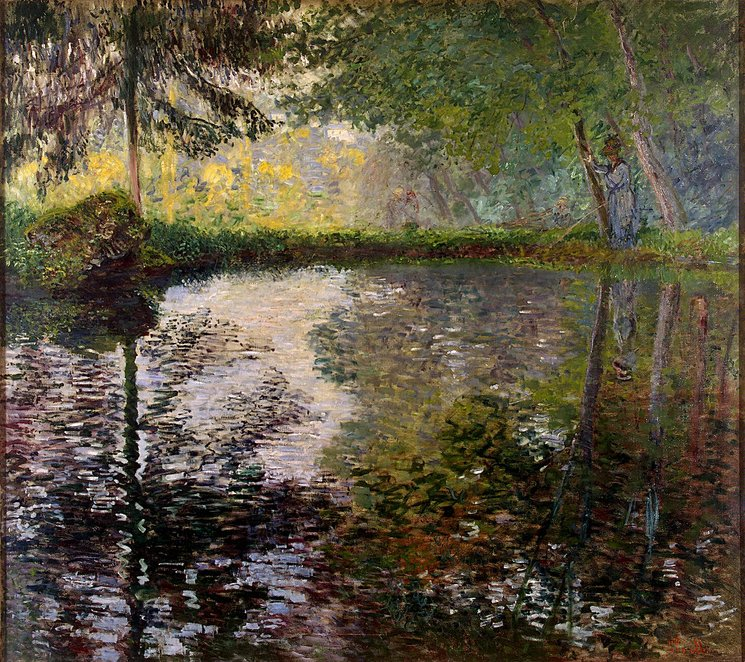
Claude Monet: Estanque en Montgeron, 1876 (Museo del Hermitage), inscrito en el Catálogo razonado Wildenstein - n° 420.
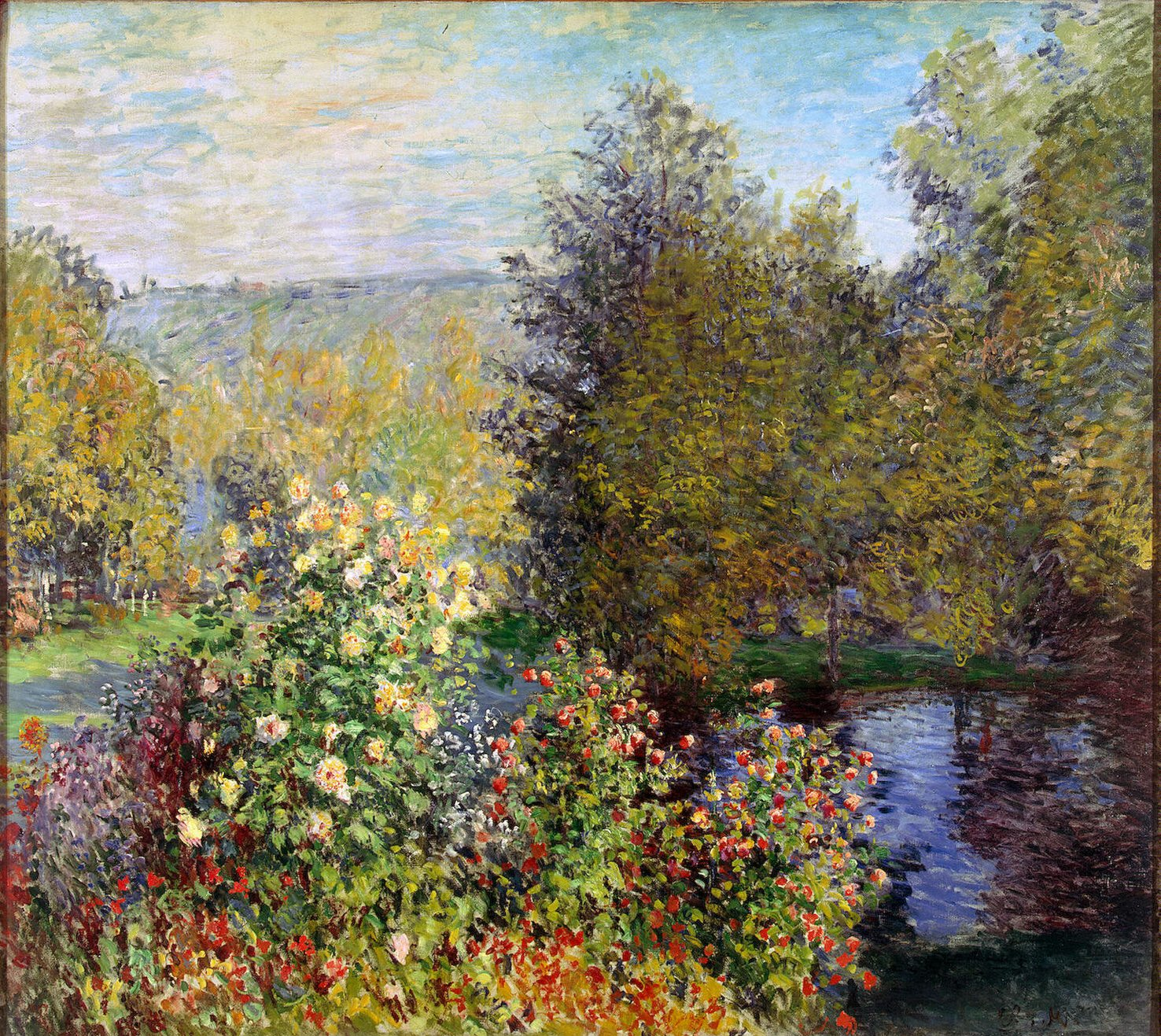
Claude Monet: Rincón del jardín en Montgeron, 1876 (Museo del Hermitage), inscrito en el catálogo Wildenstein - n° 418
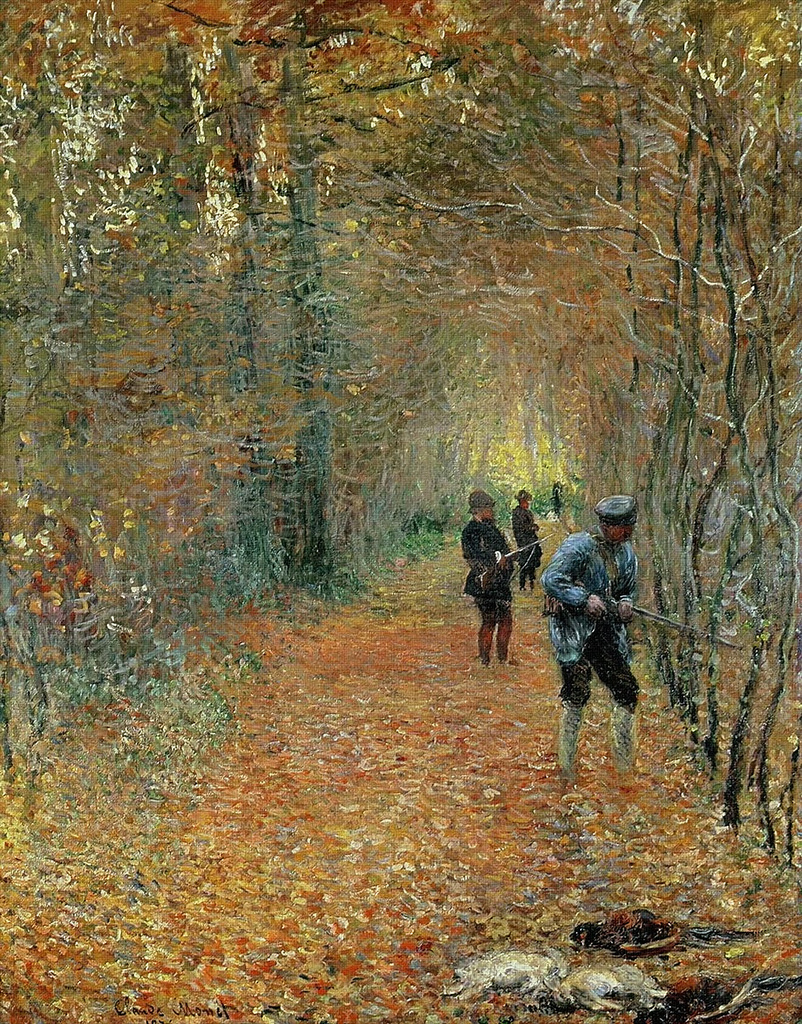
Claude Monet: La caza, 1876 (Colección privada), inscrito en el catálogo Wildenstein - n° 433